# صنعتی‌سازی

تأثیر صنعتی شدن با افزایش سطح درآمد در قرن نوزدهم نشان داده شده‌است. نمودار نشان می‌دهد که تولید ناخالص ملی (با برابری قدرت خرید) سرانه بین ۱۷۵۰ تا ۱۹۰۰ در سال ۱۹۹۰ دلار آمریکا برای کشورهای جهان اول (اروپا، ایالات متحده، کانادا، ژاپن) و کشورهای جهان سوم (آسیا، آفریقا، آمریکای لاتین)

صنعتی‌سازی فرایند تغییر اجتماعی و اقتصادی است که یک گروه انسانی را از یک جامعهٔ پیشاصنعتی به صنعتی تبدیل می‌کند. صنعتی‌سازی بخشی از فرایند گسترده‌تر مدرن‌سازی است که در آن تغییرات اجتماعی و توسعهٔ اقتصادی با نوآوری فناورانه و به‌ویژه با توسعهٔ تبدیل انرژی و متالورژی در مقیاس بزرگ ارتباطی تنگاتنگ دارد. صنعتی‌سازی سازمان وسیع یک اقتصاد به‌منظور تولید است.
همچنین صنعتی‌سازی معرف شکلی از تغییر فلسفی است که مردم رویکرد متفاوتی نسبت به درک طبیعت، و فرایند جامعه‌شناسانهٔ عُقَلائی‌کردن فراگیر پیدا می‌کنند.

## شرح
بر پایهٔ تقسیم‌بندی ژان فوراستیه، یک اقتصاد از «بخش اول» تولید مواد خام (کشاورزی، دامداری، استخراج منابع معدنی)، «بخش دوم» ساخت و پردازش (فرآوری)، و «بخش سوم» صنایع خدماتی تشکیل شده‌است. فرایند صنعتی‌سازی به‌طور تاریخی بر گسترش بخش ثانویه در یک اقتصاد اشباع‌شده از فعالیت‌های اولیه استوار است.

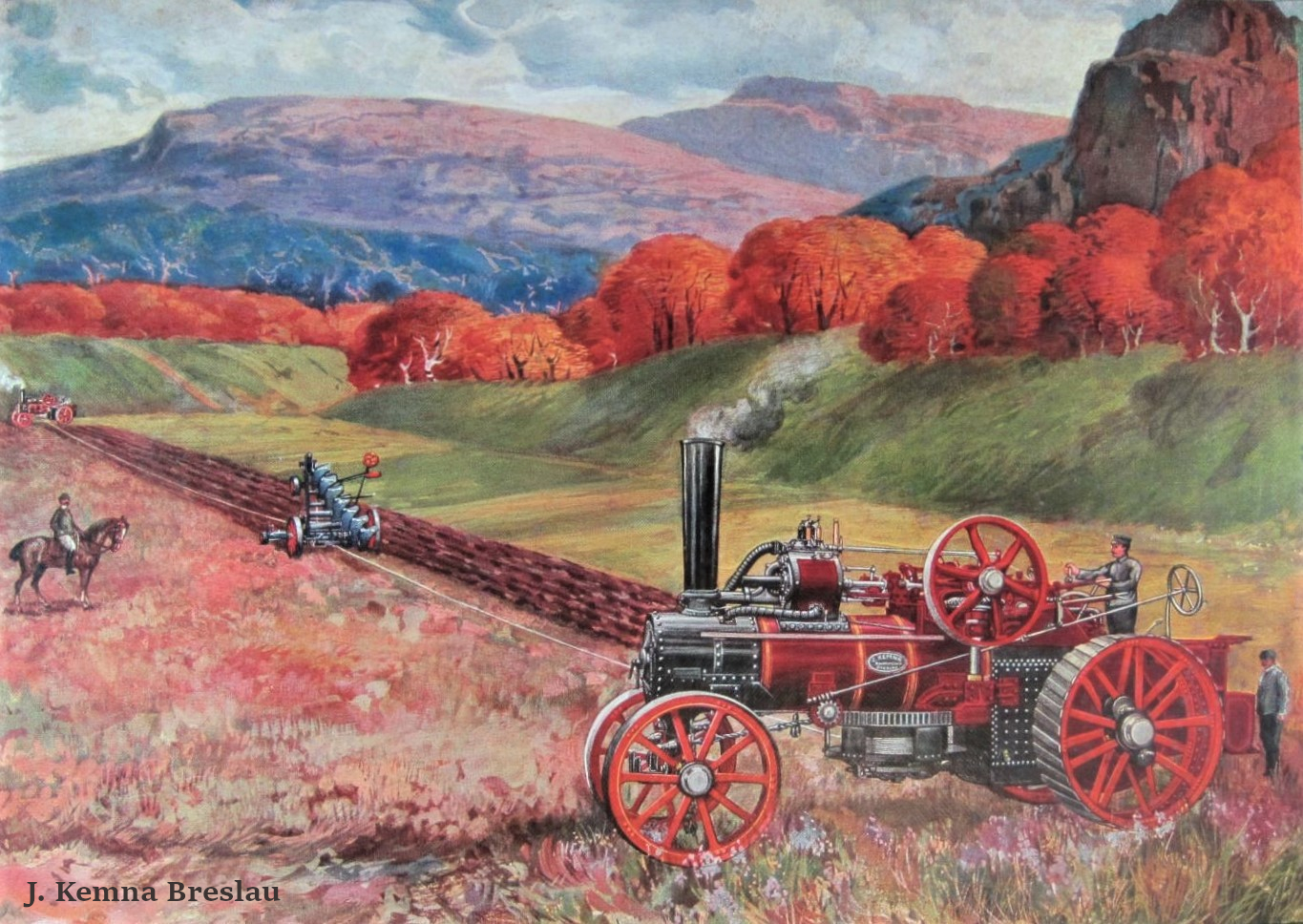
صنعتی سازی همچنین به معنای مکانیزه کردن اقتصادی بخشهای دستی سنتی مانند کشاورزی است.

نخستین تغییر به یک اقتصاد صنعتی از حالت ملکی، انقلاب صنعتی نامیده می‌شود که در اواخر سده ۱۸ میلادی و اوایل سده ۱۹ میلادی در معدود کشورهای اروپایی و آمریکای شمالی صورت گرفت. این نخستین صنعتی‌سازی در تاریخ جهان بود.
دومین انقلاب صنعتی تغییر کم‌تر چشم‌گیر بعدی در اواخر سده ۱۹ میلادی بود که با دسترسی گسترده به انرژی برق، موتورهای درون‌سوز، و خطوط مونتاژ در کشورهای صنعتی امروزی صورت گرفت.
کمبود بخش‌های صنعتی در یک کشور معمولاً به عنوان یک ضعف عمده در بهبود اقتصاد و انرژی کشور دیده می‌شود که بسیاری از دولت‌ها را به سمت ترغیب یا تأکید بر صنعتی‌سازی برده‌است.

## جستار وابسته
- عصر صنعتی
- صنعتی‌زدایی